# Funeral

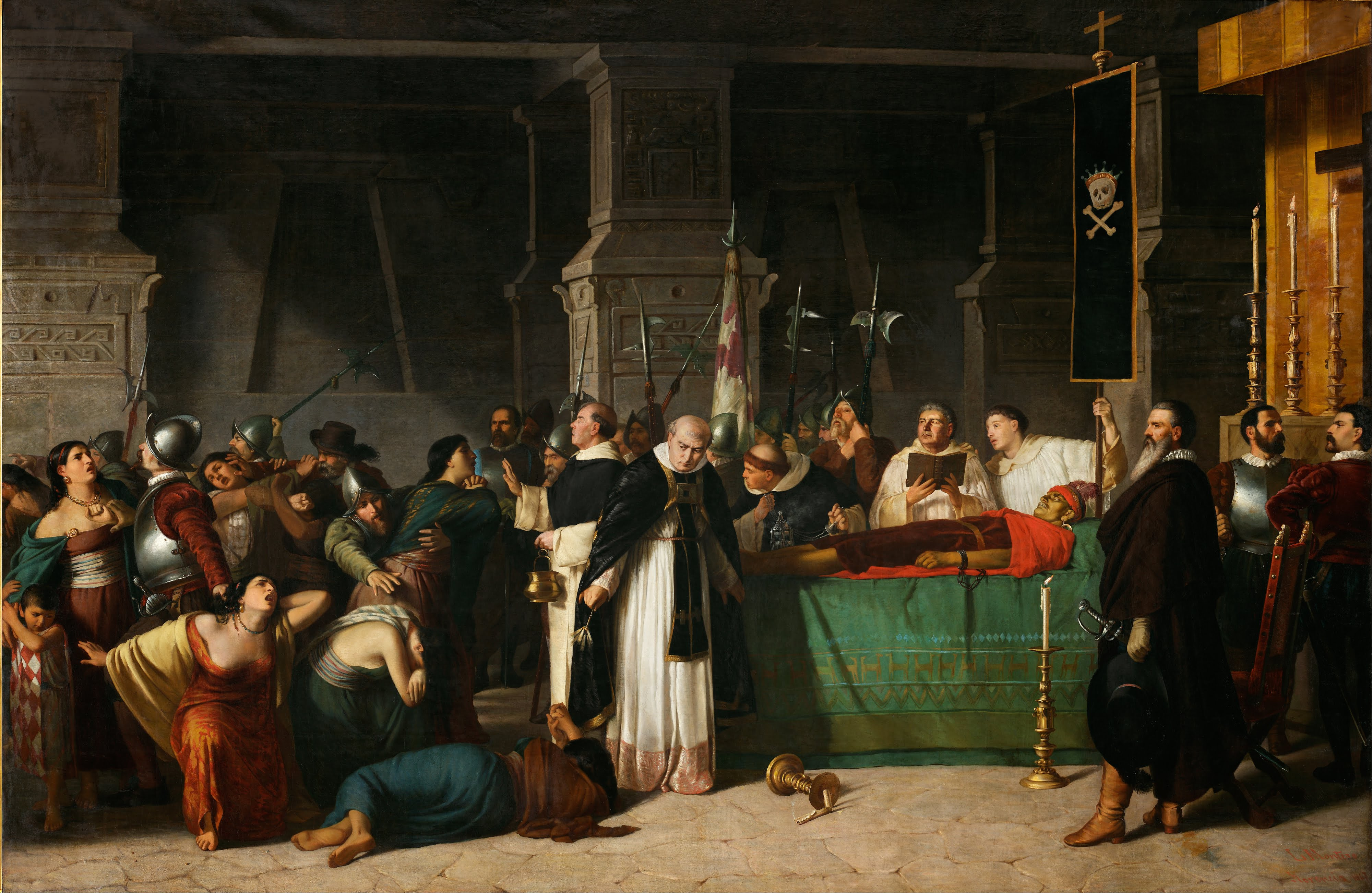
Los funerales de Atahualpa obra de Luis Montero en 1867. Museo de Arte de Lima.

Un funeral (del latín «funerālis») es el conjunto de ceremonias u oficios solemnes dedicados a un difunto días antes de su sepelio o entierro, y periódicamente en cada aniversario de su muerte. También se usa como sinónimo de exequias y, como adjetivo, para lo relacionado con los entierros. Para las figuras nacionales importantes existe el llamado funeral de Estado.

## Ámbito funerario
La denominación de funeral, según el Diccionario de la Lengua Española puede relacionarse con «el entierro y a las exequias, así como con su solemnidad o su pompa», si bien, la influencia del idioma inglés y el significado que en esa cultura tiene el término «funeral», ha invadido gran parte del conjunto de ritos funerarios, incluidos el entierro, la incineración o cremación del cadáver, la música que pueda acompañar a las diversas ceremonias, etcétera. A su vez, las distintas confesiones religiosas han impuesto sus respectivos ‘funerales’ (ceremonias y ritos contratados) en los respectivos templos o iglesias, cementerios, camposantos o recintos sacramentales varios, según la cultura de origen.
Los funerales y las visitas con féretro abierto son muy raros en países, como el Reino Unido, Francia y la mayoría de los países europeos, donde es habitual que solo los familiares cercanos vean a la persona fallecida y no es raro que nadie lo haga. El servicio funerario en sí es casi invariablemente un féretro cerrado. Las funerarias generalmente no se utilizan para servicios funerarios, que se llevan a cabo casi exclusivamente en una iglesia, cementerio o crematorio.

## Historia

### Antiguo Egipto

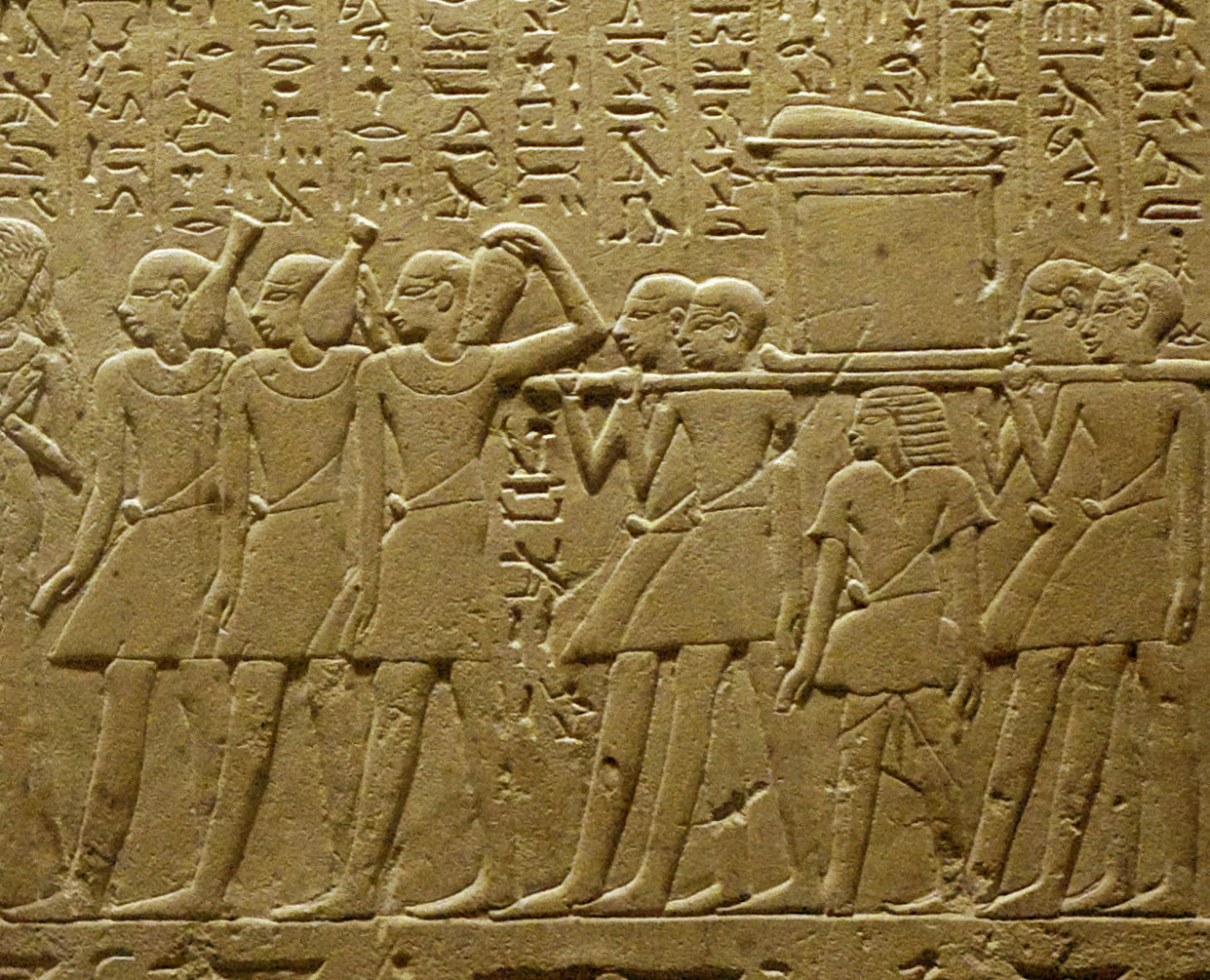
Procesión funeraria en Egipto

Los antiguos egipcios embalsamaban los cadáveres y los rellenaban de incienso, mirra y otras plantas aromáticas; después los depositaban en un féretro y/o sarcófago y se les conducía al cementerio de sus antepasados. Cerca de cada población de Egipto había un cementerio. Los de Menfis y Tebas fueron los más notables. Los separaban de la población el río Nilo. 
Cuando una persona había expirado, los jueces indagaban sobre su vida y si su conducta resultaba irreprensible, era trasportado a la otra orilla del río por el charon, es decir, barquero, como se denominaba en lengua egipcia. El resto se depositaban simplemente en una fosa llamada Tártaro. 
Hasta los reyes estaban sujetos a esta costumbre. Si el difunto no había pagado sus deudas, se le negaba la sepultura y sus parientes lo conservaban en su casa. Después de satisfacer a los acreedores se celebraba un magnífico funeral. En cuanto a los tiranos, sacrílegos y traidores, se dejaban sus cadáveres abandonados en los campos para que sirviesen de pasto á las fieras y animales de presa.

### Antigua Grecia
En Lacedemonia los funerales eran notables por su sencillez: solo cuando se celebraban los de los guerreros muertos por la patria los revestían con un ropaje de púrpura, poniéndolos recostados sobre un lecho cubierto de oliva; pero no se vertía lágrima alguna, ni tampoco se daban gritos en público: las mujeres mismas no lloraban nunca por los difuntos. De otra clase eran los obsequios dispensados a los reyes: por espacio de diez días las mujeres con el cabello suelto herían vasos u objetos de metal prorrumpiendo sus lamentos. Los tribunales estaban cerrados: no se celebraban reuniones y a la puerta de cada casa un hombre y una mujer estaban cubiertos con trajes lúgubres: pasado este tiempo el cuerpo del monarca era conducido al sepulcro de los reyes en un lecho adornado de ricas telas: pero si el príncipe había muerto en la guerra, no se llevaba su cuerpo á Esparta, sino que se le daba sepultura en el campo de batalla, y cuando volvía el ejército se ponía en su lugar una estatua de cera a la que se tributaban las mismas honras que a su cadáver.
En Atenas y en el resto de Grecia los funerales eran públicos o particulares. 
Funerales públicos
Los públicos fueron establecidos por Pericles en honor de los valientes que habían muerto en el campo de batalla: tres días estaban expuestos sus huesos en una tienda de campaña en la que los cubrían con flores, incienso y perfumes: el día de los funerales se ponían los restos en doce cajas de ciprés conducidas por otros tantos vehículos de cuatro ruedas y otro vacío llamado cenotafio, que era de respeto para los de aquellos que no se había podido hallar sus cuerpos: de esta suerte el cortejo fúnebre llegaba al Cerámico, arrabal de Atenas, donde uno de los primeros ciudadanos pronunciaba la oración fúnebre. 
Funerales privados
Los funerales privados tenían muchas ceremonias: en el instante en que el enfermo expiraba, su hijo o pariente más cercano le cerraba los ojos y le tomaba su anillo: en seguida se le llamaba en alta voz por su nombre para que volviera en sí en el caso de que su alma no hubiera aun salido de su cuerpo: después de lavado y ungido con esencias exquisitas, se le exponía en el vestíbulo de la casa cubierto con un ropaje blanco y los pies hacia la puerta para significar que iba a hacer su último viaje: cerca del cuerpo había una vasija con agua lustral, para que todos los que entraran en casa del difunto se purificasen al salir. Asimismo había una guardia que impedía a los acreedores que trataran de llevárselo y obligar por este medio a sus parientes o amigos a que pagasen sus deudas: el número de días durante los que se guardaban los difuntos era distinto según las riquezas y el rango que tuvieron en vida. Pasados los días de haberse custodiado el cuerpo, el que hacia de Voz pública discurría por las calles invitando a la reunión del cortejo: las personas de distinción se colocaban en los hexáforos y octóforos, especie de andas o sea literas que, como indican sus nombres, conducían seis u ocho hombres. 
El difunto por lo común llevaba el rostro descubierto. En ocasiones se le daba de rojo, principalmente a las jóvenes; pero cuando el rostro estaba deforme, entonces se le cubría enteramente. En los primeros tiempos los cortejos fúnebres, se hacían siempre de noche o antes de salir el Sol, de donde procede la costumbre de llevar flameros y cirios en los funerales: a la cabeza de la pompa fúnebre marchaban los tocadores de flauta que tocaban aires lúgubres; seguían después sus hijos con la cabeza cubierta y después las hijas con los pies desnudos, la cabeza cubierta y el cabello suelto y luego sus parientes más cercanos y sus amigos. Cuando una mujer había perdido a su marido, se revestía de traje blanco como el del difunto y se cortaba el cabello para ponerlo sobre su pecho en el sepulcro o en la hoguera, costumbre que duró poco tiempo porque se contentaron con cubrirles con ceniza y tierra muy fina. 
Si el difunto había ejercido las primeras dignidades de la república, hombres y mujeres llevaban coronas en su cabeza. Llegado junto la hoguera o el sepulcro, se dirigían los ojos del difunto mirando para el cielo como lugar de su última morada, poniéndosele en la boca una moneda para Caronte, con un pedazo de pan para Cerbero, el perro del barquero: luego se le ponía sobre una hoguera elevada en forma de altar o de horno y circuida de una doble hilera de cipreses: uno de los parientes más cercanos prendía fuego volviendo la cabeza. En lo antiguo se arrojaban en él los vestidos, telas preciosas y los despojos y botín que el muerto había cogido al enemigo, rogando a los Vientos hicieran rápido el incendio: se sacrificaban asimismo toros y carneros para denotar el valor del difunto contra los enemigos a la vez que su dulzura para sus conciudadanos. 
En los tiempos heroicos se inmolaban los prisioneros de guerra a los Manes de los príncipes y generales: últimamente, se vertía vino en las llamas para apagarlas. Se recogían las cenizas en una urna que por colocarse sobre el sepulcro del difunto, que hoy se llaman urnas cinerarias, y el pariente más cercano daba a la familia y amigos una cena en la que todos los convidados coronados con siemprevivas celebraban las alabanzas del difunto.

### Antigua Roma
En Roma los funerales imitaron en parte a los Griegos y Egipcios. Después de que el enfermo expiraba su pariente más cercano o el sobreviviente de los dos esposos si eran personas casadas, dándole el último ósculo en su boca como para recibir su alma le cerraba luego sus ojos y labios: se le sacaba el anillo hasta que se le conducía a la hoguera y por conclamatio todos le llamaban repetidas veces para cerciorarse si estaba muerto en realidad o solo acometido de letargia. En ocasiones también cuando eran personas de clase se tocaban campanas y trompetas para llamarle. Después se hacía inscribir el nombre del difunto en los registros Libitinarios donde se pagaba una moneda de plata. Bajo las órdenes de éstos estaban los Pollinctores, personas con el cargo de conservar y embalsamar los cadáveres. Al difunto se vestía luego con una toga blanca si no había ejercido ningún cargo público pero en el caso de que se hubiera elevado a la magistratura se le ponía el traje de mayor dignidad y durante siete días en un lecho adornado en el vestíbulo de la casa colocando a sus pies una vasija con agua lustral y un ramo de ciprés para purificar a los que pasaban. Cerca de él estaba constantemente una persona para evitar que le quitasen cosa alguna: el octavo día por la tarde un heraldo o gritador público vestido de luto anunciaba por las calles la reunión del acompañamiento en estos términos: Exequias N. (por el sujeto), L. Filii, quibus est commodum ire, tempus est, ollus (por ille ex ædibus effertur). Los parientes y amigos del difunto y a veces también el pueblo concurrían entonces a la puerta para formar parte del acompañamiento
Cuando él había sido jefe de la milicia, una tropa de soldados y lictores seguían la pompa fúnebre con las armas vueltas abajo. El cadáver era conducido con el rostro descubierto sobre un lecho, bien por sus hijos o bien por los parientes más cercanos del difunto: en ocasiones por los magistrados como en los funerales de Julio César o por los senadores, como en los de Augusto. Después de que el dessignator, es decir, maestro de ceremonias, había señalado a cada persona su sitio, rompían la marcha los trompetas y flautas que tocaban aires lúgubres mientras que los músicos cantaban por lamentación las alabanzas del difunto: seguía luego el archimimo con los histriones y bufones, quien imitaba los gestos y la voz del muerto: también a veces estos actores recitaban pasajes de autores dramáticos análogos a las circunstancias. Después iban las condecoraciones de los empleos que el difunto había desempeñado en vida: las coronas, las recompensas acordadas a su valor igualmente que las banderas que había cogido al enemigo: se veía además su busto en cera, las imágenes de sus antepasados y de sus parientes; mas este honor, llamado jus imaginum, estaba reservado para los patricios. Las leyes prohibían llevar los bustos de los parientes que hubieran sido condenados aunque hubieran disfrutado tales dignidades. En el cortejo de los emperadores se conducían en vehículos de cuatro ruedas las imágenes y símbolos de las provincias que habían sometido. Los libertos del difunto iban con la comitiva, cubierta la cabeza con el gorro, signo de su libertad, y en ocasiones los señores por vanidad manumitían a todos sus siervos antes de morir con el objeto de tener en sus funerales un acompañamiento más numeroso: a ellos seguían los niños, los parientes y los amigos. Los hijos del difunto llevaban un velo en la cabeza, en tanto que las hijas vestidas de traje blanco marchaban con la cabeza descubierta y el cabello tendido. Después iban las prefices, flentes o lloronas asalariadas, seguían en multitud precedidas de todos los empleados en funerales como pollinctores, vespillones, ustores, sandapilarios.... 
En los funerales de un hombre o mujer ilustre, el acompañamiento se dirigía al fórum, cerca de la tribuna de las arengas: entonces uno de sus hijos o de sus parientes más cercanos pronunciaba su oración fúnebre: desde allí la comitiva marchaba al campo de Marte, donde por lo común se quemaban los cuerpos: la hoguera en que se ponía el difunto era cuadrada en forma de altar como entre los Griegos y cubierto de ciprés por todos lados: allí se colocaba el cadáver vestido con el traje más fino y envuelto en una tela de asbesto. Cuando se le habían abierto los ojos, puesto su anillo y en su boca la moneda de plata para pagar el paso a Caronte se le rociaba con esencias y perfumes. Entonces, los parientes más cercanos encendían con un flamero la hoguera y arrojaban en medio de las llamas los trajes, armas y todos los objetos que había más estimado el difunto: en los funerales de Julio César, los veteranos, por dispensarle honor, echaron sus armas en su hoguera. Se inmolaban también toros y carneros que se arrojaban en las llamas. En vez de la bárbara y antigua costumbre de matar los prisioneros de guerra, se dieron luchas de gladiadores, llamados Bustuarios (bustum, hoguera): en ocasiones se daban carreras de caballos en derredor de la hoguera y también se representaban piezas de teatro. Después de estar el cuerpo consumido, se apagaba el fuego con vino, se recogían sus cenizas que lavadas con leche y vino y encerradas en una urna se depositaba en el sepulcro de la familia. Luego, el sacrificador que había asistido a la ceremonia, purificaba tres veces a los asistentes con un ramo de oliva mojado en agua lustral. Por último, la flente o llorona principal ordenaba al acompañamiento que se retirase diciendo estas palabras: L, licet: entonces los parientes y amigos del difunto, respondían tres veces: Vale, nos ordine quo natura voluerit sequemur. Adiós, nosotros te seguiremos cuando la naturaleza nos llame. Si los cadáveres no se quemaban los encerraban en una especie de cofre o caja de barro o arcilla cocida, de piedra o también de mármol donde se le ponía una lámpara perpetua con las figuras o idolillos de divinidades y las ampolletas o vasos lacrimatorios porque contenían el líquido de las lágrimas vertidas en el acompañamiento del difunto. 
Los funerales de los simples ciudadanos no se hacían con las ceremonias antes dichas: después de haber custodiado los muertos un día o dos a lo más, se los llevaba a los sitios que ellos habían designado para su sepultura. Los pobres, metidos simplemente en una caja de barro o arcilla cocida, destinada para todos, eran llevadas por cuatro vespillones o sea portadores, fuera de la población junto la puerta de las Esquilias donde se quemaban o se enterraban sin distinción en fosas comunes. 
La ceremonia de los funerales terminaba siempre por un festín que se daba a los parientes y amigos del difunto: pasados nueve días se daba otro llamado la gran cena o el Novendial (de novem , nueve; dies, dia), al que en vez del traje negro se llevaba el blanco, porque el luto había cesado.

## En la literatura
Como rito fúnebre está presente ya en obras de la Antigüedad Clásica como la Eneida, en cuyo libro V, al cumplirse un año de la muerte de Anquises, el héroe Eneas celebra sus funerales siguiendo las tradiciones de la época. Durante los sacrificios, una serpiente se come las ofrendas del altar. No sabiendo si se trata de una mala criatura o del genio del lugar, Eneas prefiere tomarlo como un buen presagio.